# Wendenheim
Wendenheim ist ein Ortsteil in der Gemeinde Obertaufkirchen im oberbayerischen Landkreis Mühldorf am Inn.

## Lage
Der Weiler Wendenheim liegt 2 Kilometer nordöstlich der Autobahnausfahrt 16 (Schwindegg) der Bundesautobahn A 94.

## Bevölkerungsentwicklung
Im Jahr 1871 lebten 47 Einwohner in Wendenheim. In den Nachkriegszeiten des Ersten und Zweiten Weltkriegs stieg die Bevölkerungszahl auf über 50 Einwohner. Im Mai 1987 gab es dort 41 Einwohner in elf Wohngebäuden, in denen es insgesamt 19 Wohnungen gab.
| Jahr      | 1871 | 1925 | 1950 | 1970 | 1987 |
| Einwohner | 47   | 53   | 52   | 40   | 41   |